# Jean Hale
Jean Hale, nata Carol Jane Hale (Salt Lake City, 27 dicembre 1938 – Santa Monica, 3 agosto 2021), è stata un'attrice statunitense.

## Biografia
Hale nacque il 27 dicembre 1938 a Salt Lake City, nello Utah. I suoi genitori erano Stanton G e Doris (Norrell) Hale. Jean Hale,  cresciuta mormone, studiò all'Università dello Utah e allo Skidmore College for Women, poi si trasferì a New York City dove imparò da Sydney Pollack al Neighbourhood Playhouse.

## Carriera
All'inizio degli anni '60, Hale apparve in spot pubblicitari e  nella serie televisiva Sing Along with Mitch.
Nei film, Hale interpretò Miriam Stark in Taggart (1964), Cheryl Barker in The Oscar (1966), Myrtle in The St. Valentine's Day Massacre (1967) e Lisa in In Like Flint (1967). Apparve anche in diversi programmi televisivi negli anni '60. Nel 1965 fece due apparizioni in Perry Mason, interpretando la cliente di Perry, Reggie Lansfield, in “Il caso della sirena assassina” (stagione 8, episodio 23) e Carla Chaney in “Il caso della signora che ride”. Altre apparizioni televisive inclusero The Alfred Hitchcock Hour, Batman, Bob Hope Presents the Chrysler Theatre, Bonanza, The Fugitive, Hawaii Five-O, McHale's Nav , My Favorite Martian ("The Atom Misers", data di messa in onda 15/12/63), The Men from Shiloh nel 1971, Hogan's Heroes e The Wild Wild West ("The Night That Terror Stalked La città", S1 Ep10, come Marie).
Nel 1984, Hale e Gino Tanasescu crearono la Coleman-Tanasescu Entertainment, una società di produzione, e nel 2000 iniziò a dirigere la propria società di produzione.
Hale morì per cause naturali il 3 agosto 2021 a Santa Monica, in California, all'età di 82 anni.

## Vita privata
Sposò l'attore Dabney Coleman nel 1961. Ebbero tre figli: Quincy Coleman, Randy Coleman e Kelly Johns. Divorziarono nel 1984.

## Filmografia parziale

### Cinema
- La verità sul caso Fueman (Violent Midnight), regia di Richard Hilliard (1963)
- 5.000 dollari vivo o morto (Taggart), regia di R.G. Springsteen (1964)
- McHale's Navy Joins the Air Force, regia di Edward Montagne (1965)
- Tramonto di un idolo (The Oscar), regia di Russell Rouse (1966)
- A noi piace Flint (In Like Flint), regia di Gordon Douglas (1967)
- Il massacro del giorno di San Valentino (The St. Valentine's Day Massacre), regia di Roger Corman (1967)

### Televisione
- Il mio amico marziano (My Favorite Martian) – serie TV, un episodio (1963)
- The Dick Powell Show – serie TV, episodio 2x18 (1963)
- L'ora di Hitchcock (The Alfred Hitchcock Hour) – serie TV, 2 episodi (1963-1964)
- Un equipaggio tutto matto (McHale's Navy) – serie TV, 2 episodi (1964-1965)
- Perry Mason – serie TV, episodi 8x23-9x01 (1965)
- Polvere di stelle (Bob Hope Presents the Chrysler Theatre) – serie TV, 3 episodi (1965-1966)
- Pals - Due amici e un tesoro (Pals) – film TV (1987)
- Thanksgiving Day – film TV (1990)
- Tradimento fatale (Lies Before Kisses) – film TV (1991)

## Doppiatrici italiane
- Rita Savagnone in A noi piace Flint
- Vittoria Febbi ne Il massacro del giorno di San Valentino